# Bruna Marquezine
Pour les articles homonymes, voir Reis et Maia.
Bruna Reis Maia, dite Bruna Marquezine, est une actrice brésilienne, née le 4 août 1995 à Duque de Caxias, dans l'État de Rio de Janeiro.

## Biographie

### Jeunesse et famille
Bruna Reis Maia naît le 4 août 1995 à Duque de Caxias d'une mère nommée Neide Reis et d'un père nommé Telmo Maia. Elle a une sœur cadette qui est également actrice, Luana Majmudar, née en 2002 et qui a fait ses débuts dans la série brésilienne Em Família, dans laquelle Bruna Marquezine joue également. Elle a également deux demi-sœurs et un demi-frère, nés d'une précédente union de son père[réf. nécessaire].

### Carrière
Elle choisit Marquezine comme nom de scène pour rendre hommage à sa grand-mère.
En 2003, elle joue dans le film Xuxa Abracadabra.
En 2013, elle participe à Dança dos Famosos, la version brésilienne de Danse avec les stars. Elle termine à la 2e place. En 2018, elle tourne une série intitulée Deus Salve o Rei en compagnie de ses deux amies Tatá Werneck (en) et Marina Ruy Barbosa.
En 2023, elle joue dans le film hollywoodien Blue Beetle.

### Vie privée
À partir de 2013, elle entretient une liaison avec le footballeur Neymar jusqu'en 2014 puis à nouveau entre 2016 et 2017. En janvier 2018, ils officialisent la reformation de leur couple. À la fin de cette même année, elle officialise leur rupture, après de nombreuses tromperies de la part du joueur[réf. nécessaire]. À la suite de son histoire avec Neymar, elle vit pleinement son célibat, mais rencontre plus tard Enzo Celulari, leur relation dure plus d'un an[réf. nécessaire]. À partir de mars 2024, elle entretiendrait une relation avec l'influenceur et frère du chanteur Zé Felipe, Joao Guilherme[réf. nécessaire].

## Filmographie
Sauf indication contraire, les informations mentionnées dans cette section peuvent être confirmées par la base de données cinématographiques IMDb,  présente dans la section « Liens externes ».

### Télévision

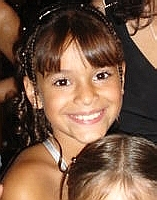
Bruna Marquezine à l'âge de 9 ans, en 2005.

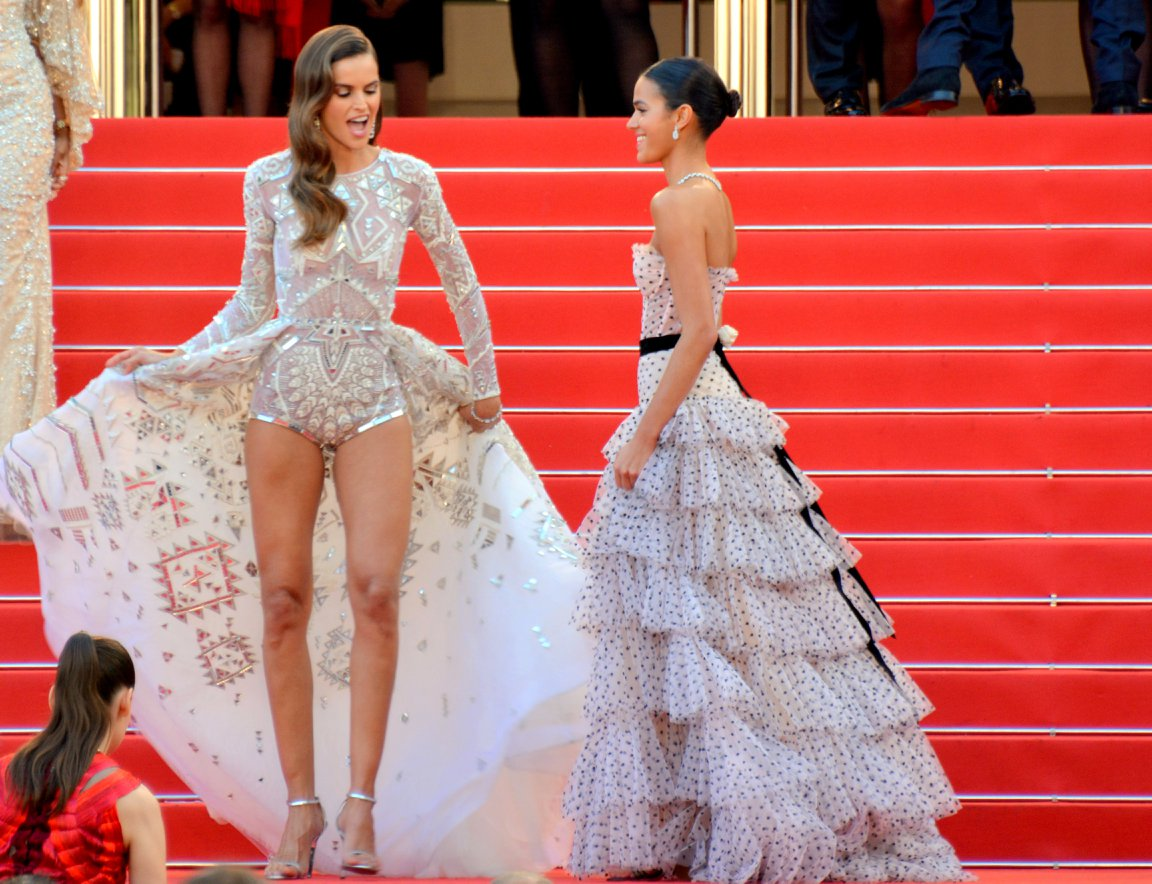
Bruna Marquezine au côté d'Izabel Goulart lors du Festival de Cannes 2018.

- 2003 : Sítio do Picapau Amarelo : le petit ange (voix)
- 2003 : Mulheres Apaixonadas (série télévisée) : Carolina Salete Machado
- 2003 : Xuxa Especial de Natal : Bruna
- 2005 : A Diarista : Bruna
- 2005 : América : Maria Flor
- 2006 : Cobras & Lagartos : Lurdes Padilha (dite Lurdinha)
- 2007 : Desejo Proibido : Maria Augusta Mendonça
- 2008 : Negócio da China : Flor de Lys Silvestre
- 2013 : Salve Jorge : Lurdes Maria Mendonça (dite Lurdinha)
- 2013 : Dança dos Famosos 10 (émission de télévision équivalente à Danse avec les stars) : elle-même
- 2014 : Em Família (série télévisée) : Luiza Fernandes Machado et Helena Fernandes
- 2015 : I Love Paraisópolis (série télévisée) : Marizete (Mari)
- 2018 : Deus Salve o Rei (série télévisée) : Catarina

### Cinéma
- 2003 : Xuxa Abracadabra : Maria
- 2004 : Xuxa e o Tesouro da Cidade Perdida : Manhã
- 2005 : Mais Uma Vez Amor : Marina
- 2009 : Xuxa e o Mistério de Feiurinha : Belezinha
- 2009 : Flordelis – Basta uma Palavra para Mudar : Rayane
- 2015 : Breaking Through : Roseli
- 2023 : Blue Beetle d'Angel Manuel Soto : Jenny